# Potatismjöl
Potatismjöl eller potatisstärkelse är en typ av stärkelse som utvinns ur potatis. Det framställs genom att riven potatis blöts upp i vatten, så att stärkelsen sköljs ur potatisen och samlas på botten av kärlet, varefter den samlas upp och torkas. I likhet med stärkelse från andra källor, exempelvis majs eller arrowrot, används potatismjöl som förtjockningsmedel i matlagning, till exempel vid redning av fruktkrämer, soppor och såser. Det bildar vid upphettning i vatten en transparent gel. En liten gnutta stärkelse utrörd i vatten kan också användas för att åstadkomma en glansig yta, exempelvis på en blandning av frästa, hackade grönsaker.
Till potatismjöl används så kallad stärkelsepotatis, som innehåller en större andel stärkelse än matpotatis. En knapp tredjedel av den svenska potatisproduktionen utgörs av stärkelsepotatis.
Stärkelse hör till gruppen "snabba kolhydrater", de bryts snabbt ner av kroppen och kan ge en stor höjning av blodsockernivån.
Passar som grund för papier-maché. 
Ordet "potatismjöl" är belagt i svenska språket sedan 1747.